# ギルバートおよびエリス諸島

ギルバートおよびエリス諸島
Gilbert and Ellice Islands (英語)

国歌: God Save the King（英語）
国王陛下万歳
God Save the Queen（英語）
女王陛下万歳

ギルバート及びエリス諸島の位置

ギルバートおよびエリス諸島（ギルバートおよびエリスしょとう、英語: Gilbert and Ellice Islands）はかつて存在したイギリスの保護領（1892年-1916年）、植民地（1916年-1976年）である。
1974年12月にエリス諸島で開かれたギルバート諸島からの分離を問う住民投票の結果、エリス諸島は独自の行政区画を持った。その後、この植民地は1976年に正式に2つの植民地に分割され、1978年10月1日にエリス諸島を領有するツバルが、1979年7月12日にギルバート諸島を領有するキリバスがそれぞれ独立した。

## 名称
ギルバート諸島は1820年にロシア海軍提督アーダム・ヨハン・フォン・クルーゼンシュテルンによって1788年に列島を横切ったイギリス人船長トマス・ギルバートにちなみ命名された。エリス諸島はArent de Peysterによりイギリスの商人エドワード・エリスにちなんで命名された。